# Gina Rinehart
Gina Rinehart (nascuda el 1954) és la dona més rica del món i una de les més poderoses gràcies al negoci familiar de mineria anomenat Hancock Prospecting. Va finançar campanyes científiques contra el canvi climàtic i va aconseguir que una muntanya australiana portés el nom de la seva família (Hancok Range).